# Hair (film)
Pour les articles homonymes, voir Hair.
 (janvier 2023).
Si vous disposez d'ouvrages ou d'articles de référence ou si vous connaissez des sites web de qualité traitant du thème abordé ici, merci de compléter l'article en donnant les références utiles à sa vérifiabilité et en les liant à la section « Notes et références ».
Pour plus de détails, voir Fiche technique et Distribution.
Hair est un film musical américain de Miloš Forman, sorti en 1979. C'est l'adaptation de la comédie musicale du même nom.

## Synopsis
Claude Bukowski, jeune fermier de l'Oklahoma, désire visiter New York avant de partir pour le Viêt Nam. À Central Park, il se lie d'amitié avec un groupe de hippies. Cette rencontre va bouleverser sa vie.

## Fiche technique
- Titre : Hair
- Titre original : Hair (signifie : cheveux/chevelure)
- Réalisation : Miloš Forman
- Scénario : Michael Weller d'après la comédie musicale de Gerome Ragni (en) et James Rado (en)
- Musique : Galt MacDermot
- Photographie : Miroslav Ondříček
- Montage : Lynzee Klingman, Alan Heim et Stanley Warnow
- Direction artistique : Stuart Wurtzel
- Costumes : Ann Roth
- Chorégraphie : Twyla Tharp
- Société de production : CIP Filmproduktion GmbH
- Société de distribution : United Artists
- Langue : anglais
- Format : Format d'image cropped MGM 1,85:1, format d'origine United Artists 1,37:1
- Genre : Film musical et comédie dramatique
- Durée : 121 minutes
- Date de sortie :
  -  États-Unis : 14 mars 1979
- Affiches : Bill Gold (États-Unis), Jouineau Bourduge (France)

## Distribution
- John Savage : Claude Hooper Bukowski
- Treat Williams (VF : Dominique Collignon-Maurin) : George Berger
- Beverly D'Angelo (VF : Sylviane Margollé) : Sheila Franklin
- Annie Golden (VF : Jeanine Forney) : Jeannie Ryan
- Donnie Dacus (VF : Marc François) : Woof
- Dorsey Wright : (VF : Med Hondo) : LaFayette « Hud » Johnson
- Cheryl Barnes (en) (VF : Maïk Darah) : la fiancée de Hud
- Richard Bright : le sergent Fenton
- Nicholas Ray (VF : André Valmy) : le général
- Charlotte Rae : la femme en rose
- Miles Chapin (en) : Steve, le frère de Sheila
- Fern Tailer (VF : Paule Emanuele) : la mère de Sheila
- Charles Denny : le père de Sheila
- Herman Meckler : l'oncle de Sheila
- Agness Breen : la tante de Sheila
- Antonia Rey (VF : Maria Tamar) : la mère de George
- George Manos (VF : Marc de Georgi) : le père de George
- Joe Acord (VF : Henry Djanik) : le père de Claude
- Michael Jeter : Woodrow Sheldon
- Ren Woods : la fille avec les fleurs (la chanteuse d'Aquarius)
- Nell Carter : la chanteuse à Central Park (chansons Ain't Got No et White Boys)
- Ellen Foley : la chanteuse de Black Boys
- Charlayne Woodard : une chanteuse de White Boys
- Grand L. Bush : un chanteur de Flesh Failures
- Melba Moore : la chanteuse de 3-5-0-0
- Adrienne King : une danseuse (non créditée)
- Peter Maloney : le greffier du tribunal (non crédité)

## Production

### Inspiration
Le film est l'adaptation de la comédie musicale de même nom de Gerome Ragni (en), James Rado (en) (paroles) et Galt MacDermot (musique), datant de la fin des années 1960. Celle-ci rencontra un énorme et improbable succès, délaissant tous les clichés et structures du genre et s'attaquant de front à deux phénomènes de société liés à l'époque : le mouvement hippie et la guerre du Viêt Nam.[réf. souhaitée]
Cette adaptation intervient alors que ces deux phénomènes appartiennent au passé. Les premiers projets remontaient pourtant à l'époque où la comédie était encore sur scène à Broadway mais n'avaient pas abouti. George Lucas, par exemple, préféra se consacrer à American Graffiti qui lui tenait plus à cœur.[réf. souhaitée][réf. souhaitée]

### Changements par rapport à la version scénique
Quelques vers de Manchester, England et un petit bout de Walking In Space ont été enlevés. Le film n'intègre pas les chansons The Bed, Dead End, Oh Great God of Power, Going Down, Abie Baby, Air, My Conviction, Frank Mills, et What a Piece of Work is Man qui étaient dans la version sur scène. Cinq de ces morceaux ont tout de même été enregistrés pour le film, mais ne seront pas utilisés, ils sont disponibles sur l'album de la bande originale.
Certaines chansons comme Don't Put It Down et Somebody To Love ne sont pas chantées par les personnages comme dans la pièce, mais sont toutes deux utilisées comme bande-son des scènes dans la base militaire. Il y a également de nombreux changements d'orchestration ainsi que des vers modifiés ou enlevés dans l'ensemble des morceaux par rapport à la version sur scène.
Le plus grand changement est la mort de Berger à la fin. Dans la pièce originale, c'est Claude qui meurt au Viêt Nam. De même que, sur scène, Manchester est chantée par Claude, dans le film c'est Berger qui chante la majorité de la chanson. On a également la même chose sur I got life qui sera chanté dans le film par Berger tandis que, dans le spectacle, c'est Claude qui chante cette chanson.

## Musiques du film
Toutes les paroles sont écrites par Gerome Ragni (en), James Rado (en), toute la musique est composée par Galt MacDermot.
| 1.  | Aquarius (Ren Woods)                | 4:47 |
| 2.  | Sodomy (Don Dacus)                  | 1:30 |
| 3.  | Donna/Hashish (Treat Williams)      | 4:19 |
| 4.  | Colored Spade (Dorsey Wright)       | 1:34 |
| 5.  | Manchester (John Savage)            | 1:58 |
| 6.  | Abie Baby/Fourscore (Nell Carter)   | 2:43 |
| 7.  | I'm Black/Ain't Got No              | 2:24 |
| 8.  | Air                                 | 1:27 |
| 9.  | Party Music                         | 3:26 |
| 10. | My Conviction                       | 1:46 |
| 11. | I Got Life (Treat Williams)         | 2:16 |
| 12. | Frank Mills                         | 2:39 |
| 13. | Hair                                | 2:43 |
| 14. | L.B.J.                              | 1:09 |
| 15. | Electric Blues/Old Fashioned Melody | 3:50 |
| 16. | Hare Krishna                        | 3:20 |

| 1.  | Where Do I Go? (John Savage)              | 2:50 |
| 2.  | Black Boys (Ellen Foley)                  | 1:12 |
| 3.  | White Boys (Nell Carter)                  | 2:36 |
| 4.  | Walking in Space (My Body)                | 6:12 |
| 5.  | Easy to Be Hard (Cheryl Barnes)           | 3:39 |
| 6.  | Three-Five-Zero-Zero                      | 3:49 |
| 7.  | Good Morning Starshine (Beverly D'Angelo) | 2:24 |
| 8.  | What a Piece of Work is Man               | 1:39 |
| 9.  | Somebody to Love                          | 4:10 |
| 10. | Don't Put It Down                         | 2:25 |
| 11. | The Flesh Failures/Let the Sunshine In    | 6:06 |